# Bhadrapur
Bhadrapur (nep. भद्रपुर) – miasto w południowo-wschodnim Nepalu; w prowincji numer 1. Według danych szacunkowych na rok 2011 liczyło 18 646 mieszkańców. W mieście znajduje się port lotniczy Bhadrapur.